# 見つめていたい (flumpoolの曲)
「見つめていたい」（みつめていたい）は、flumpoolの配信限定シングル。

## 解説
- 2009年11月18日より配信開始。
- アルバム「What's flumpool!?」の先行シングル。
- PVには同じアミューズの野村周平が出演している。

## 収録曲
1. 見つめていたい
作詞：山村隆太、作曲：阪井一生、編曲：玉井健二、百田留衣
  - au KDDI『LISMO』「LISMO!で恋するキャンペーン」CMキャンペーンソング
  - au KDDIオリジナルドラマ「恋ばな 〜スイカと絆創膏〜」主題歌

## テレビ出演
- MUSIC JAPAN（NHK総合テレビ、2009年11月15日）
- 音楽戦士 MUSIC FIGHTER（日本テレビ、2009年11月20日）
- HEY!HEY!HEY! MUSIC CHAMP（フジテレビ、2009年11月30日）
- MUSIC STATION SUPERLIVE2009（テレビ朝日、2009年12月25日）